# Cinnamomum austroyunnanense
Cinnamomum austroyunnanense H.W.Li – gatunek rośliny z rodziny wawrzynowatych (Lauraceae Juss.). Występuje naturalnie w południowych Chinach – w południowej części Junnanu. 

## Morfologia
PokrójZimozielone drzewo dorastające do 20 m wysokości. Kora ma szarawą barwę. Młode pędy są owłosione.
LiścieNaprzemianległe. Mają kształt od podłużnego do podłużnie lancetowatego. Mierzą 14–16 cm długości oraz 6–8 cm szerokości. Są nagie. Nasada liścia jest zaokrąglona. Blaszka liściowa jest o ostrym wierzchołku. Ogonek liściowy jest owłosiony i dorasta do 5–12 mm długości.
KwiatySą niepozorne, obupłciowe, zebrane w silnie rozgałęzione wiechy o owłosionych osiach, rozwijają się w kątach pędów lub na ich szczytach. Kwiatostany dorastają do 6–12 cm długości, podczas gdy pojedyncze kwiaty mają długość 3–4 mm. Są owłosione i mają brążowożółtawą barwę.
OwoceMają jajowaty kształt, osiągają 6 mm długości i 5 mm szerokości, mają zielony kolor, później przebarwiając się na czarno.

## Biologia i ekologia
Rośnie w wilgotnych lasach. Występuje na wysokości do 600 m n.p.m. Kwitnie w kwietniu, natomiast owoce dojrzewają od maja do czerwca.